# Blanca de Borgonya i de França
Blanca de Borgonya i de França   (1288 - Dijon, juliol 1348) fou una infanta de Borgonya i comtessa consort de Savoia entre 1323 i 1329.

## Biografia
Va néixer el 1288 com a tercera filla del duc Robert II de Borgonya i Agnès de França. Era neta per línia paterna del duc Hug IV de Borgonya i Violant de Dreux, i per línia materna del rei Lluís IX de França i Margarida de Provença. Fou germana de Margarida de França, casada amb Lluís X de França; de Joana de Borgonya, casada amb Felip VI de França; i dels ducs Hug V i Eudes IV de Borgonya.
Blanche va quedar vídua quan el seu cònjuge Edward va morir a Gentilly el 1329. La va succeir el seu germà Aymon Blanche va negociar amb el seu cunyat sobre el seu dot fins al 8 de febrer de 1330, quan va ser assegurada a Bourg, Treffort, Coligny, Jasseron, Trivier, Pont-de-Vesle i Pontdevaux a Bresse; el rei de França també li va concedir una casa al faubourg Saint-Marcel de París el 1333.
La seva filla Joan va qüestionar la successió i va reclamar els drets de Savoia al seu oncle entre 1329 i 1339. El 1346 i el 1347, va utilitzar la seva influència a la cort del seu nebot, Amadeu VI, per buscar aliances més estretes amb Borgonya per compensar la venda pendent del Dauphiné a França. Això va portar al seu breu compromís amb Joana de Borgonya, filla de Felip de Borgonya i de Joana I, comtessa d'Alvèrnia.
A la mort del seu marit, ocorreguda el 1329, es retirà a la ciutat de Dijon, on morí el 18 de juliol de 1348, potser per la pesta negra.

## Núpcies i descendents
Es casà el 18 d'octubre de 1307 al castell de Montbard amb el futur Eduard I de Savoia. D'aquesta unió nasqué:
- Joana de Savoia (1310-1344), casada el 1329 amb el duc Joan III de Bretanya.